# Diaprepesilla flavomarginaria
Diaprepesilla flavomarginaria är en fjärilsart som beskrevs av Bremer 1864. Diaprepesilla flavomarginaria ingår i släktet Diaprepesilla och familjen mätare. Inga underarter finns listade i Catalogue of Life.